# 华沙大学政治科学与国际研究学院
华沙大学政治科学与国际研究学院（波蘭語：Wydział Nauk Politycznych i Studiów Międzynarodowych Uniwersytetu Warszawskiego, WNPiSM UW）是专门从事政治科学、社会政策、国际关系、国内安全和欧盟研究领域教学和研究的华沙大学二级学院，其教学领域范围还包括英文研究课程如政治学、國際關係學与欧盟政治以及经济学。

## 简介
华沙大学政治科学与国际研究学院是中欧最大的教学与研究机构之一，由参与20多个研究项目的180多名研究人员的科学团队组成，有3500名学生以及约100名博士生，每年都出刊几十种文章、书籍、期刊等专业出版物，每年组织大量科学活动，会议和研讨会，与外国高等教育中心已签署了近250项协议。
学院保持波兰政治学研究的领导地位，各种研究专业的全球地位日益提升，政治学与国际关系专业在2020年世界大学学术排名中名列300-400 ，在2020年QS世界大学排名中位列151-200区间。

## 历史沿革
华沙大学的历史可以追溯到1816年。1917年时，华沙大学成立了第一所政治学学院。当前学院的起源可以追溯到1967年作为哲学学院一部分而成立的政治学学院。1975年成立的新闻与政治科学学院随着时间的推移将研究领域扩大成包括国际关系、社会政策、欧盟研究和国内安全。2016年，新闻学院与该学院分离，名称更改为政治科学与国际研究学院。自2019年以来，学院重组了组织结构，下设15个系及2个研究中心。

## 机构设置
根据2019年7月1日生效的新组织结构，学院被分成15个强大的研究中心以及2个独立的研究中心：
- 国家安全系
- 政治历史系
- 外交与国际机构系
- 政策研究方法学系
- 国家与公共行政管理研究系
- 欧盟政治系
- 社会政策与保险系
- 欧盟法律与机构系
- 政治社会学与政治营销系
- 战略研究与国际安全系
- 区域研究与全球研究系
- 东方学系
- 政治体制系
- 政治理论和政治思想系
- 劳工体制与劳动力市场系
- 当代以色列与犹太人散居研究中心
- 人口贩运研究中心

## 对外合作

### 国内机构
学院的国内合作机构包括：
- 波兰共和国总统办公厅（波蘭語：Kancelaria Prezydenta Rzeczypospolitej Polskiej)
- 波兰共和国总理办公厅（波蘭語：Kancelaria Prezesa Rady Ministrów)
- 社会保险机构（波蘭語：Zakład Ubezpieczeń Społecznych)
- 内政部（波蘭語：Ministerstwo Spraw Wewnętrznych i Administracji)
- 外交部（波蘭語：Ministerstwo Spraw Zagranicznych (Polska))
- 波兰科学院（波蘭語：Polska Akademia Nauk)
- 中央消防学院（波蘭語：Szkoła Główna Służby Pożarniczej)
- 警察学院（波蘭語：Wyższa Szkoła Policji w Szczytnie)
- 边防军（波蘭語：Straż Graniczna (Polska))

### 国际机构

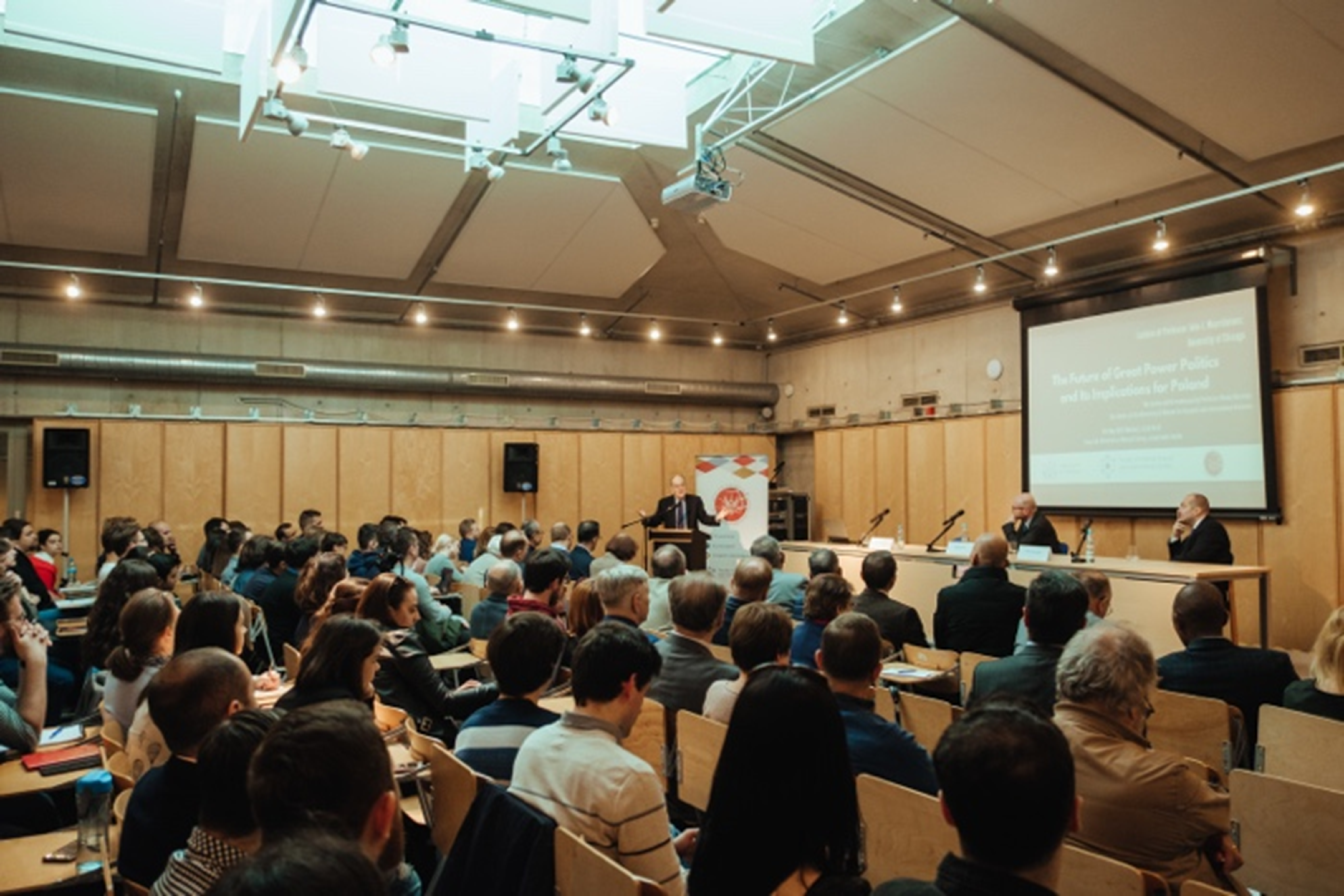
芝加哥大学約翰·米爾斯海默教授客座演讲

学院的跨国合作机构包括欧盟委员会、欧洲议会、欧洲经济和社会委员会，欧盟委员会在波兰的代表处、國際勞工組織、经济合作与发展组织。
在欧盟伊拉斯謨計劃高等教育项目之内，学院共与212名高校合作。此外，学院与许多著名大学已签署双边合作协议，包括复旦大学、早稻田大学、蒙特雷科技大学、海法大学、北京大学、墨西哥经济学研究与教学中心、惠灵顿维多利亚大学、東北伊利諾伊大學。

## 建筑物

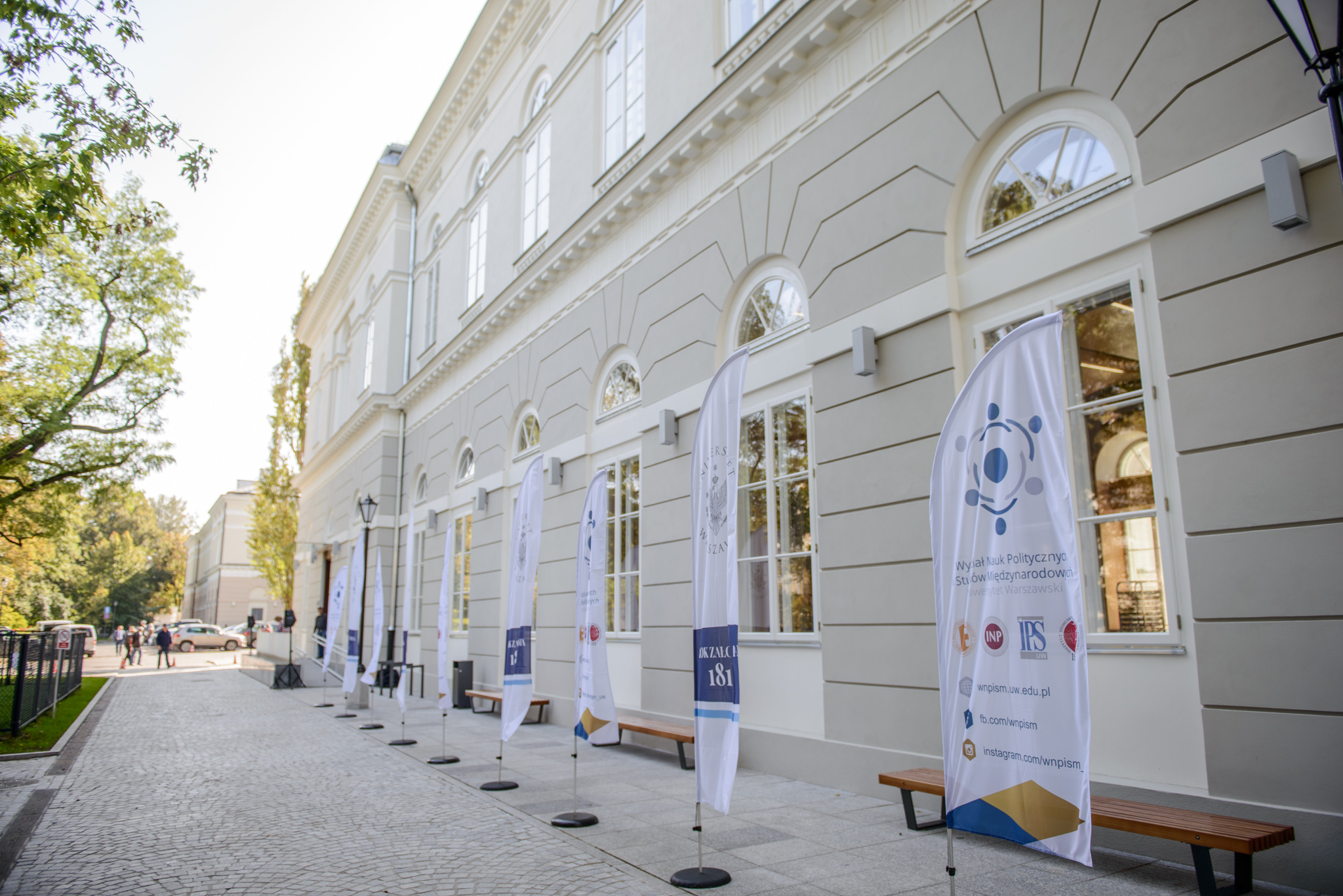
2017年礼堂开幕式

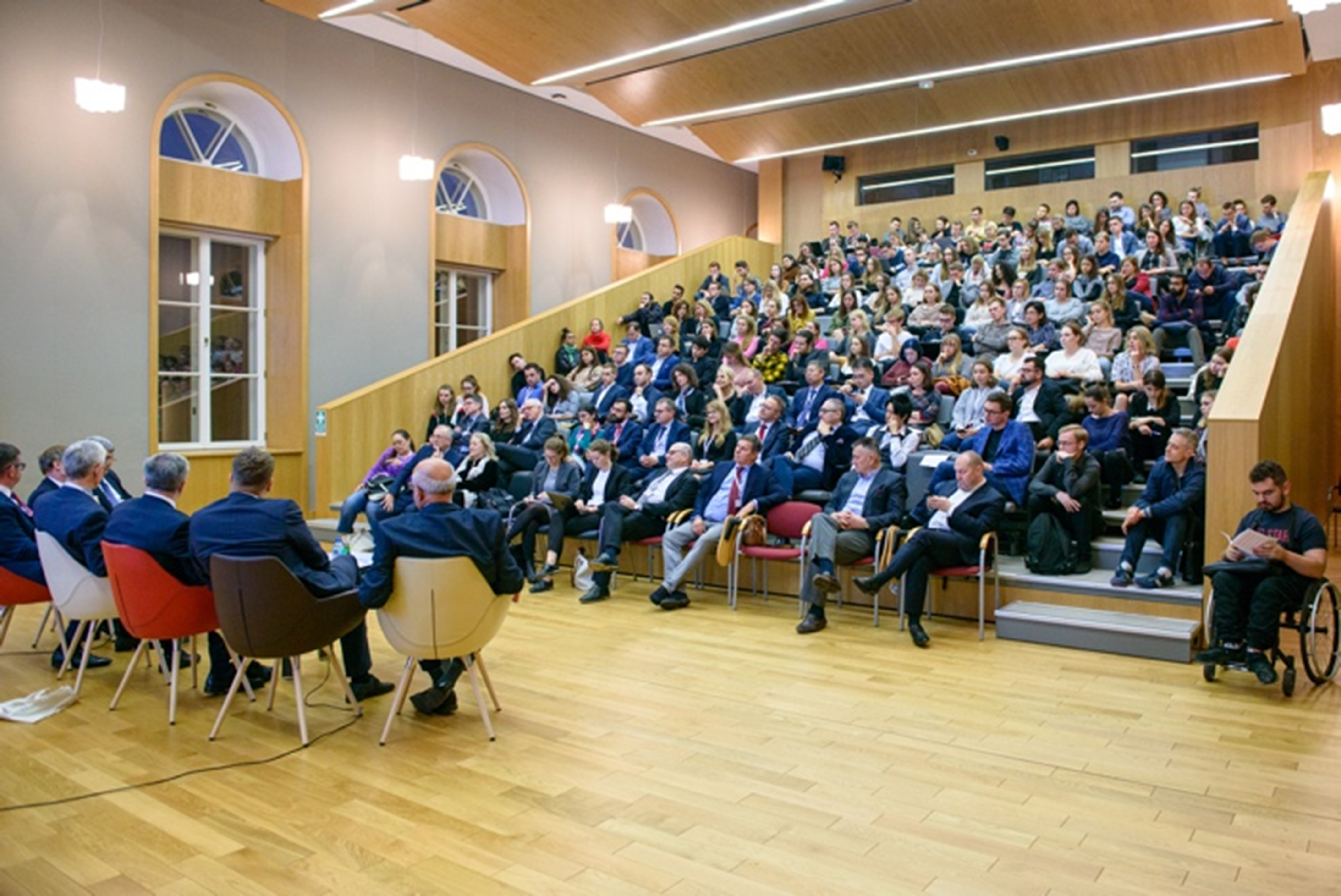
杨﹒巴士杰维奇教授（Jan Baszkiewicz）命名的演讲厅

2017年，该学院搬到位于华沙大学总校区重新装修的古老礼堂。恢复装修的建筑含有办公室和演讲厅，其中最大的是以杨﹒巴士杰维奇教授（Jan Baszkiewicz）命名的演讲厅，可容纳150个座位。此外，在学院大楼内也坐落着带威尼斯挂镜的现代重点研究实验室。

## 教职人员

### 行政领导
- 院长：丹尼尔·普然斯特克（Daniel Przastek）高级博士
- 学生事务副院长：贾斯蒂娜·格德勒夫斯卡-希尔科娃（Justyna Godlewska-Szyrkowa）博士
- 科研与国际合作事务副院长：乌卡什·扎蒙茨基（Łukasz Zamęcki）博士

### 学术人员
- 马切伊·杜什奇克（Maciej Duszczyk）：华沙大学前副校长
- 亚采克·恰普托维奇（Jacek Czaputowicz） ：波兰外交部部长
- 斯坦尼斯瓦夫·飞利波维奇（Stanisław Filipowicz）：波兰科学院副院长
- 格日格勒·热勒夫斯基（Grzegorz Rydlewski）：前波兰总理办公厅主任
- 斯坦尼斯瓦夫·苏洛夫斯基（Stanisław Sulowski）
- 布拉泽伊·波博日（Błażej Poboży）：波兰内政与行政部副部长
- 格尔特鲁达·乌希钦斯卡（Gertruda Uścińska）：波兰社会保险部部长
- 康斯坦丁·沃伊塔钦奇可（Konstanty Wojtaszczyk）
- 亚库布·扎雍切科夫斯基（Jakub Zajączkowski）
- 亚采克·孟奇纳（Jacek Męcina）：经济与劳动部前副部长
- 雷沙德·基恩巴（Ryszard  Zięba）：Jean Monnet Chair
- 托马仕·茹可夫斯基（Tomasz Żukowski）：前波兰总统前顾问
- 巴尔托密耶伊·兹达纽克（Bartłomiej Zdaniuk）：波兰驻摩尔多瓦大使
- 施瓦赫·外斯（Szewach Weiss）：前以色列驻波兰大使、以色列国会会员
- 兹比格涅夫·拉索奇克（Zbigniew Lasocik）
- 罗曼·库基尼尔（Roman Kuźniar）：前波兰总统前顾问